# Anna Staffordová, hraběnka z Huntingdonu
Anna Staffordová, hraběnka z Huntingdonu (po svatbě Hastingsová; 1483 – 1544) se narodila jako dcera Jindřicha Stafforda, 2. vévody z Buckinghamu a Kateřiny Woodvillové. Byla manželkou sira Waltera Herberta a George Hastingse, 11. hraběte z Huntingdonu a sloužila v domácnosti dcery Jindřicha VIII., princezny Marie, budoucí královny Marie I.

## Rodina
Anna se narodila kolem roku 1483 jako dcera Jindřicha Stafforda, 2. vévody z Buckinghamu a Kateřinay Woodvillové.
Anna měla dva bratry, Edwarda Stafforda, 3. vévodu z Buckinghamu a Henryho Stafforda, 1. hraběte z Wiltshire; a sestru Elizabeth, hraběnku ze Sussexu.
V roce 1483 popravil Richard III. Annina otce Henryho Stafforda za zradu. Matka se znovu vdala za Jaspera Tudora. V roce 1503 se Anna provdala za Waltera Herbeta.
Když Herbert v roce 1507 zemřel, dala Anna své statky, zahrnující hrad Raglan ve Walesu, ke správě bratru Edwardovi. Anna žila v bratrově domácnosti v Thornbury do své druhé svatby s Georgem Hastingsem v roce 1509.
V roce 1510 se Anna stala objektem sexuálního skandálu. Její bratr zaslechl fámu, že má Anna aféru se sirem Williamem Comptonem. Při jedné příležitosti objevil Stafford Comptona u Anny v pokoji. Compton byl nucen přijmout svátost, aby dokázal, že nespáchal cizoložství. Hastings poslal Annu, aby žila v klášteře vzdáleném 60 km od královského dvora. Neexistují žádné důkazy o tom, že Anna a Compton spáchali cizoložství. V roce 1523 však Compton odkázal své statky Anně.
I přes tento skandál k sobě měli Anna s Hastingsem blízký a milující vztah.

## Manželství a potomci
Anna Staffordová se poprvé provdala v roce 1503 za sira Waltera Herberta, nemanželského syna Williama Herberta, 1. hraběte z Pembroke. Manželství bylo bezdětné.
Podruhé se provdala v prosinci 1509 George Hastingse, 1. hraběte z Huntingdonu. Spolu měli několik dětí:
- Francis Hastings, 2. hrabě z Huntingdonu
- Thomas Hastings
- Edward Hastings, 1. baron Hastings z Loughborough
- Henry Hastings
- William Hastings
- Dorothy Hastingsová
- Mary Hastingsová
- Catherine Hastingsová

## Fiktivní vyobrazení
- Anna je protagonistkou románu At the King's Pleasure od Kate Emersonové.[1]
- Ve dvou epizodách televizního seriálu Tudorovci z roku 2007 je Anna, kterou ztvárnila Anna Brewster, prezentována jako dcera 3. vévody z Buckinghamu (ve skutečnosti byla jeho sestrou) a není zapletena s Jindřichem VIII., ale s fiktivní verzí budoucího švagra krále, Charlesem Brandonem, 1. vévodou ze Suffolku. O několik epizod později je ukázána „Mistress Hastings“ (Paní Hastingsová), kterou ztvárnila Rachel Kavanagh, jak umírá na potivou horečku, stejnou nemoc, která zabila Williama Comptona. Není jisté, zda jsou obě postavy spojením historické Anny Staffordové.
- Ve druhé sérii televizního seriálu Španělská princezna stanice Starz ji hraje herečka Tessa Bonham Jones.
- Anna je také postavou v románu Philippy Gregoryové Královský slib.

## Vývod z předků
|                                          |                                            |  |                              |                                            |  |  |  |  |  |  |  | Edmund Stafford, 5th Earl of Stafford |
|                                          |                                            |  |                              |                                            |  |  |  |  |  |  |  |                                       |
|                                          | Humphrey Stafford, 1st Duke of Buckingham  |  |                              |                                            |  |  |  |  |  |  |  |                                       |
|                                          |                                            |  |                              |                                            |  |  |  |  |  |  |  |                                       |
|                                          |                                            |  |                              | Anna z Gloucesteru                         |  |  |  |  |  |  |  |                                       |
|                                          |                                            |  |                              |                                            |  |  |  |  |  |  |  |                                       |
|                                          | Humphrey Stafford, Earl of Stafford        |  |                              |                                            |  |  |  |  |  |  |  |                                       |
|                                          |                                            |  |                              |                                            |  |  |  |  |  |  |  |                                       |
|                                          |                                            |  |                              | Ralph de Neville, 1st Earl of Westmorland  |  |  |  |  |  |  |  |                                       |
|                                          |                                            |  |                              |                                            |  |  |  |  |  |  |  |                                       |
|                                          | Anne Neville, Duchess of Buckingham        |  |                              |                                            |  |  |  |  |  |  |  |                                       |
|                                          |                                            |  |                              |                                            |  |  |  |  |  |  |  |                                       |
|                                          |                                            |  |                              | Joan Beaufort                              |  |  |  |  |  |  |  |                                       |
|                                          |                                            |  |                              |                                            |  |  |  |  |  |  |  |                                       |
|                                          | Jindřich Stafford, 2. vévoda z Buckinghamu |  |                              |                                            |  |  |  |  |  |  |  |                                       |
|                                          |                                            |  |                              |                                            |  |  |  |  |  |  |  |                                       |
|                                          |                                            |  |                              | Jan Beaufort                               |  |  |  |  |  |  |  |                                       |
|                                          |                                            |  |                              |                                            |  |  |  |  |  |  |  |                                       |
|                                          | Edmund Beaufort                            |  |                              |                                            |  |  |  |  |  |  |  |                                       |
|                                          |                                            |  |                              |                                            |  |  |  |  |  |  |  |                                       |
|                                          |                                            |  |                              | Margaret Beaufort                          |  |  |  |  |  |  |  |                                       |
|                                          |                                            |  |                              |                                            |  |  |  |  |  |  |  |                                       |
|                                          | Margaret Beaufort, Countess of Stafford    |  |                              |                                            |  |  |  |  |  |  |  |                                       |
|                                          |                                            |  |                              |                                            |  |  |  |  |  |  |  |                                       |
|                                          |                                            |  |                              | Richard de Beauchamp, 13th Earl of Warwick |  |  |  |  |  |  |  |                                       |
|                                          |                                            |  |                              |                                            |  |  |  |  |  |  |  |                                       |
|                                          | Eleanor Beauchamp                          |  |                              |                                            |  |  |  |  |  |  |  |                                       |
|                                          |                                            |  |                              |                                            |  |  |  |  |  |  |  |                                       |
|                                          |                                            |  |                              | Elizabeth Beauchamp, Countess of Warwick   |  |  |  |  |  |  |  |                                       |
|                                          |                                            |  |                              |                                            |  |  |  |  |  |  |  |                                       |
| Anna Staffordová, hraběnka z Huntingdonu |                                            |  |                              |                                            |  |  |  |  |  |  |  |                                       |
|                                          |                                            |  |                              |                                            |  |  |  |  |  |  |  |                                       |
|                                          |                                            |  | John de Wydeville of Grafton |                                            |  |  |  |  |  |  |  |                                       |
|                                          |                                            |  |                              |                                            |  |  |  |  |  |  |  |                                       |
|                                          | Richard Wydeville                          |  |                              |                                            |  |  |  |  |  |  |  |                                       |
|                                          |                                            |  |                              |                                            |  |  |  |  |  |  |  |                                       |
|                                          |                                            |  |                              | Q61278546                                  |  |  |  |  |  |  |  |                                       |
|                                          |                                            |  |                              |                                            |  |  |  |  |  |  |  |                                       |
|                                          | Richard Woodville                          |  |                              |                                            |  |  |  |  |  |  |  |                                       |
|                                          |                                            |  |                              |                                            |  |  |  |  |  |  |  |                                       |
|                                          |                                            |  |                              | John Bedlisgate                            |  |  |  |  |  |  |  |                                       |
|                                          |                                            |  |                              |                                            |  |  |  |  |  |  |  |                                       |
|                                          | Joan Bedlisgate                            |  |                              |                                            |  |  |  |  |  |  |  |                                       |
|                                          |                                            |  |                              |                                            |  |  |  |  |  |  |  |                                       |
|                                          |                                            |  |                              | Joan Beauchamp                             |  |  |  |  |  |  |  |                                       |
|                                          |                                            |  |                              |                                            |  |  |  |  |  |  |  |                                       |
|                                          | Catherine Woodville                        |  |                              |                                            |  |  |  |  |  |  |  |                                       |
|                                          |                                            |  |                              |                                            |  |  |  |  |  |  |  |                                       |
|                                          |                                            |  |                              | Jan Lucemburský z Beauvoir                 |  |  |  |  |  |  |  |                                       |
|                                          |                                            |  |                              |                                            |  |  |  |  |  |  |  |                                       |
|                                          | Petr I. Lucemburský                        |  |                              |                                            |  |  |  |  |  |  |  |                                       |
|                                          |                                            |  |                              |                                            |  |  |  |  |  |  |  |                                       |
|                                          |                                            |  |                              | Markéta z Brienne                          |  |  |  |  |  |  |  |                                       |
|                                          |                                            |  |                              |                                            |  |  |  |  |  |  |  |                                       |
|                                          | Jacquetta Lucemburská                      |  |                              |                                            |  |  |  |  |  |  |  |                                       |
|                                          |                                            |  |                              |                                            |  |  |  |  |  |  |  |                                       |
|                                          |                                            |  |                              | František z Baux                           |  |  |  |  |  |  |  |                                       |
|                                          |                                            |  |                              |                                            |  |  |  |  |  |  |  |                                       |
|                                          | Markéta z Baux                             |  |                              |                                            |  |  |  |  |  |  |  |                                       |
|                                          |                                            |  |                              |                                            |  |  |  |  |  |  |  |                                       |
|                                          |                                            |  |                              | Sveva Orsini                               |  |  |  |  |  |  |  |                                       |
|                                          |                                            |  |                              |                                            |  |  |  |  |  |  |  |                                       |